# Skládání proteinů

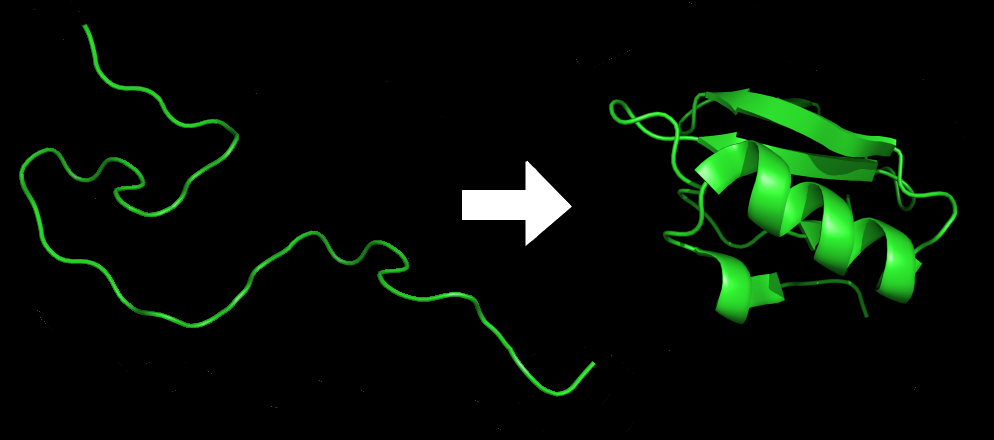
Protein před a po složení do správného prostorového uspořádání.

Skládání proteinů je proces, při kterém primární struktura proteinu zaujímá stabilní prostorové uspořádání (konformaci). Výchozí, primární podoba proteinu je lineární řetězec aminokyselin vzniklý při translaci mRNA. Pokud takto vznikne správný, funkční tvar, dosáhne protein takzvaného nativního stavu.
Podle termodynamické hypotézy, nazývané také Anfisenovo dogma, je veškerá informace pro tvorbu terciární struktury proteinů (prostorová konformace) určena specifickým pořadím aminokyselin v proteinu (primární struktura proteinu).
Správná prostorová struktura je nezbytná pro správnou funkci proteinů, i když některé části funkčních proteinů mohou zůstat neuspořádané. Ve většině případů jsou nesprávně složené proteiny neaktivní, v některých případech mají ovšem odlišnou aktivitu nebo jsou toxické. Předpokládá se, že některé neurodegenerativní nemoci jsou způsobeny akumulací nesprávně uspořádaných proteinů, například Alzheimerova choroba provázená tvorbou amyloidových plaků vytvářených nesprávně složeným proteinem nazývaného amyloid beta.

## Vliv sekvence proteinů na výslednou konformaci
Nativní stav proteinu je určen především jeho aminokyselinou sekvencí a skládání probíhá více či méně spontánně. A to již během syntézy. I když je proces skládání proteinu spontánní, záleží také na okolním prostředí, například na dostupném rozpouštědle (voda nebo lipidová dvouvrstva), koncentraci solí, pH, teplotě a přítomností dalších proteinů, především chaperonů usnadňujících skládání proteinů (viz dále).
Proces skládání probíhá jako hledání konformace, ve kterém je molekula v nejnižším energetickém stavu, je tedy nejstabilnější v daném prostředí. Dva z hlavních faktorů při skládání jsou hydrofobní efekt, díky kterému se protein obsahující hydrofobní i hydrofilní aminokyseliny uspořádává tak, že hydrofobní aminokyseliny zaujmou místo v jádru proteinu a tím se ukryjí před molekulami vody; druhý z těchto faktorů je tvorba vodíkových můstků mezi hydrofilními aminokyseliny. Společně pak udržují stabilní stav, což je za normálních okolností stav nativní.